# Пулихов, Иван Петрович

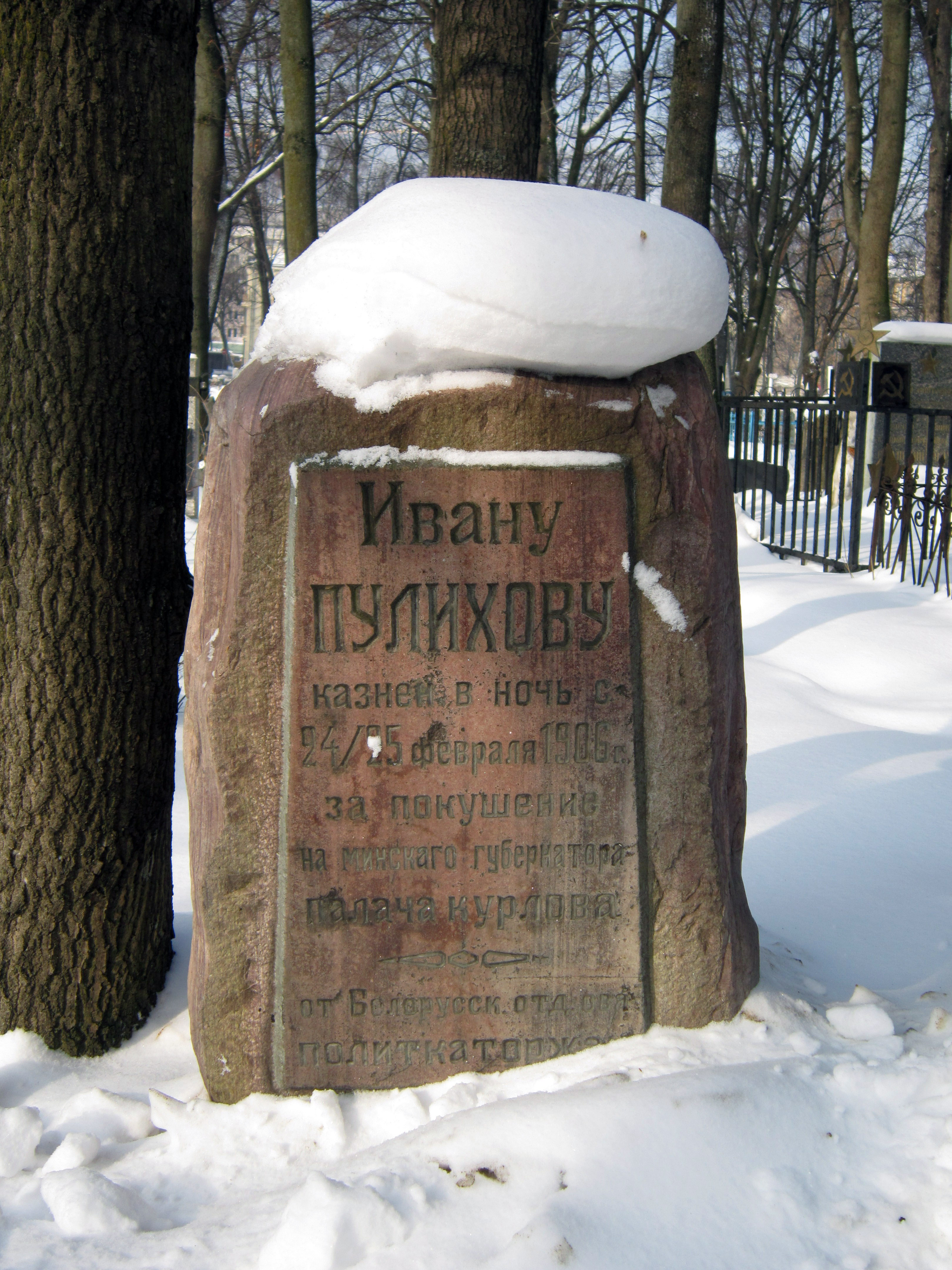
Могила Пулихова на Военном кладбище

Иван Петрович Пулихов (5 сентября 1879 — 11 марта 1906, партийная кличка Вася) — белорусско-российский революционер, террорист, член партии социалистов-революционеров, член Летучего отряда Северо-Западного края.

## Биография
Родился в семье дворянина. Окончил неполных 7 классов реального училища. Уехал в Петербург, где экстерном сдал экзамен на аттестат и поступил в университет. Участник революции 1905—1907 гг., за участие в студенческих демонстрациях арестован и выслан к отцу в Минск под надзор полиции. В Минске Пулихов жил на съёмной квартире в районе теперешней улицы Чичерина. Зарабатывал репетиторством. Большая часть заработка шла на расходы подпольной эсеровской организации.

### Покушение на Курлова
Выполняя приговор подпольной организации эсеров, совместно с А. А. Измайлович осуществил покушение на минского губернатора П. Г. Курлова. 14 января 1906 года, на отпевании генерала Курча, во время выноса тела покойного из Петропавловского собора, Пулихов бросил в Курлова бомбу, которая не взорвалась. Доставка бомбы в Минск была революционно-террористической организацией поручена Жученко, сотруднице московского охранного отделения. Помощник начальника отделения фон Коттен вытащил детонатор из бомбы, после чего Жученко отвезла её в Минск.
Измаилович открыла огонь из пистолета в полицмейстера Норова. Выпустив 5 пуль она ранила стоявших среди публики рядового Захара Потапова и почтальона Фому Гончарика. Пулихов и Измаилович были арестованы на месте преступления. При аресте у них были отобраны пистолеты системы «Браунинг». Осмотром оружия было установлено, что из пистолета Измаилович было израсходовано 5 патронов, а у Пулихова — ни одного.
Пулихов и Измайлович до суда находились в городской тюрьме. Пулихову был подготовлен побег, не состоявшийся по причине доноса Александра Хохлова, также заключенного.
16.02.1906 созданным временным военным судом И. Пулихов и А. Измайлович были приговорены к смертной казни через повешение. 20.02.1906 суд рассмотрел кассационные жалобы. Кассационная жалоба отца Пулихова не была удовлетворена. А. Измайлович смертный приговор был заменен бессрочной каторгой. 26.02.1906 приговор касательно И. Пулихова был приведен в исполнение. Пулихов был повешен на башне городской тюрьмы, политзаключенные вывесили в окнах чёрные флаги. Пулихов был тайно похоронен на Сторожевском кладбище.

### Могила Пулихова
О месте захоронения И. Пулихова знал охранник кладбища. Через 20 лет он указал это место бывшим политкаторжникам, съехавшимся в Минск. Было решено увековечить память Пулихова. На собранные на улицах города деньги на могиле Пулихова был установлен камень из красного гранита. Памятник простоял на Сторожевском кладбище до начала его ликвидации в 1954 году.
В 1954 году И. Пулихов перезахоронен на Военном кладбище г. Минска. Могила находится слева от входа.
Имя Ивана Пулихова носит одна из улиц Минска, в районе рабочей слободы Ляховка, где когда-то проходили конспиративные эсеровские встречи.